# چیزی به نام عشق (ترانه)
چیزی به نام عشق آهنگی است که توسط جری رید در سال ۱۹۶۸ سروده و ضبط شده است. این آهنگ توسط هنرمندان زیادی مانند جیمی دین، الویس پریسلی و دیو دادلی اجرا شده است. در سال ۱۹۷۱ این آهنگ توسط جانی کش خوانده شد و تبدیل به نخستین تک آهنگ کانادا شد. این اجرا بزرگترین تک‌آهنگ کش در اروپا بود.